# Héros de la république populaire de Donetsk
Le titre de héros de la république populaire de Donetsk (russe : Герой Донецкой Народной Республики) est le titre honorifique le plus élevé de la république populaire de Donetsk, un État non reconnu internationalement dans l'oblast de Donetsk en Ukraine. Le titre, créé le 3 octobre 2014, est décerné par le chef de la RPD et le Présidium du Conseil des ministres. La médaille Gold Star est décernée aux héros de la RPD. Sur la surface du verso se trouve une inscription « Héros de la RPD ». Le bloc de la médaille est une plaque métallique rectangulaire orné d'un tissu aux couleurs du drapeau de la RPD (noir, bleu et rouge).

## Récipiendaires notables

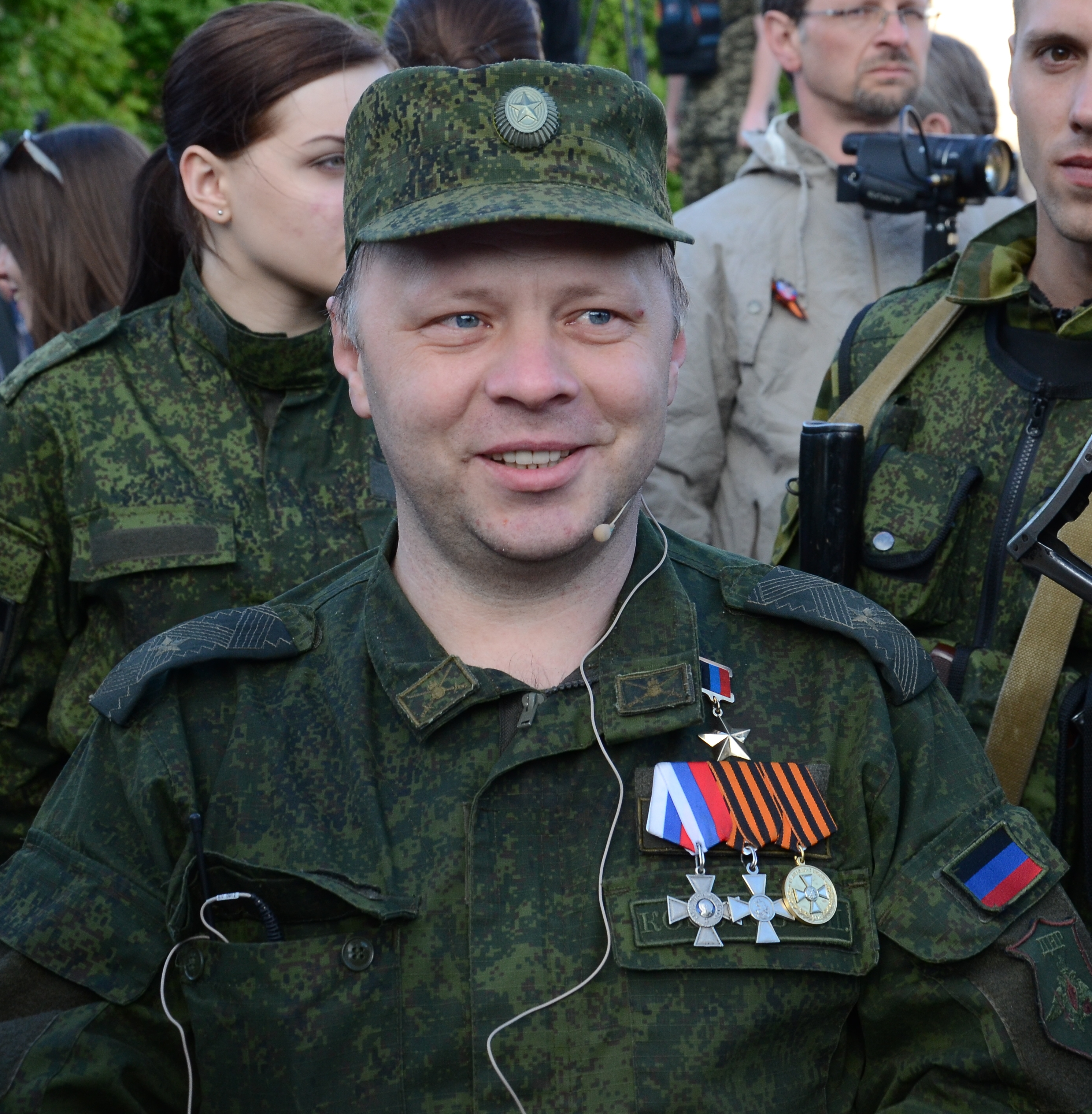
Vladimir Kononov lors du défilé du jour de la victoire de la RPD en 2015.

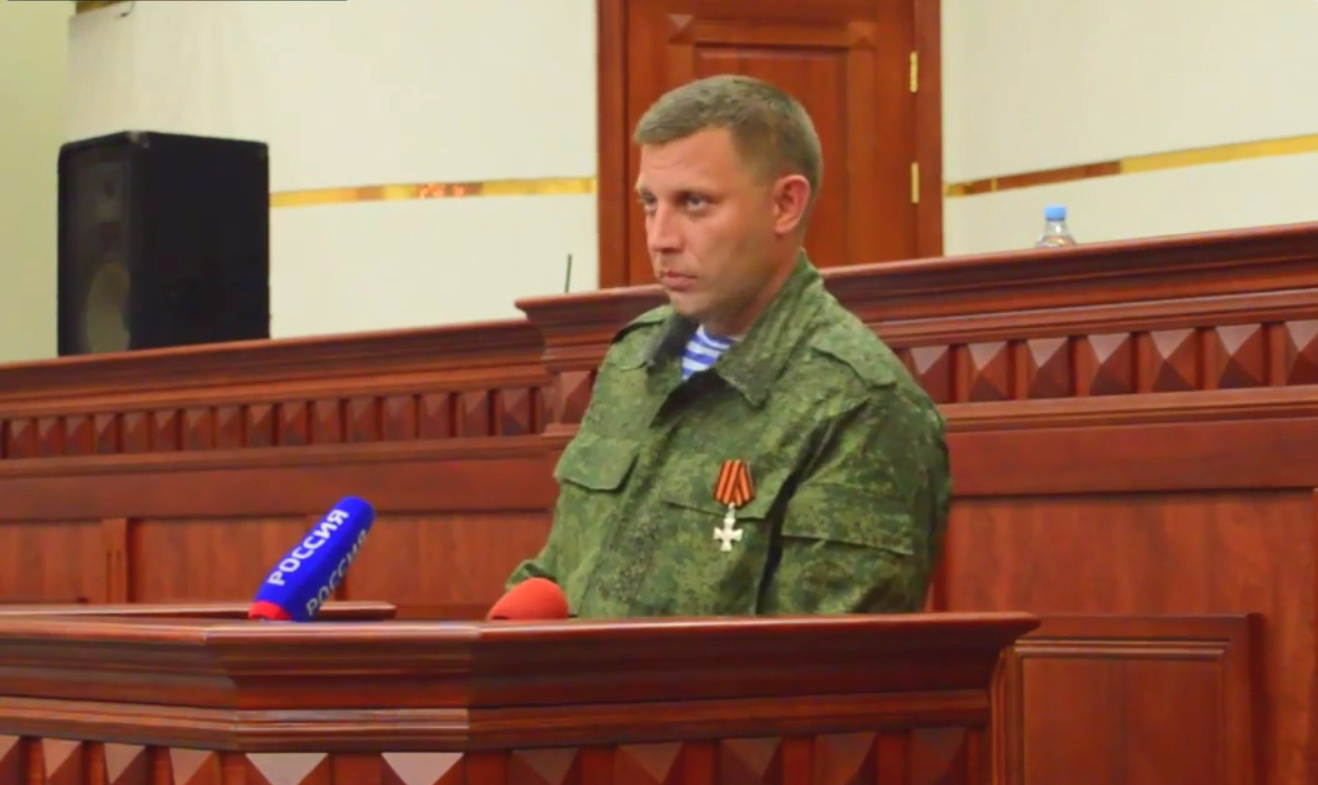
Alexandre Zakhartchenko.

- Vladimir Kononov - ministre de la Défense de la RPD[3]
- Valeri Guerassimov - chef d'état-major de l'armée russe
- Yossif Kobzon - acteur russe[4],[5],[6]
- Alexandre Zakhartchenko - ancien président de la RPD[7],[8]
- Arsen Pavlov[9],[10]
- Mikhaïl Tolstykh[11]
- Vladimir Joga[12]
- Alexeï Naguine
- Ramzan Kadyrov - chef de la République tchétchène